# Копполозеро
Копполозеро — пресноводное озеро на территории Авдеевского сельского поселения Пудожского района Республики Карелии.

## Общие сведения
Площадь озера — 6,2 км², площадь водосборного бассейна — 154 км², располагается на высоте 130 метров над уровнем моря.
Котловина ледникового происхождения.
Форма озера продолговатая: оно вытянуто с северо-запада на юго-восток. Берега каменисто-песчаные, местами заболоченные.
Через озеро течёт река Шалица, которая является притоком реки Водлы, впадающей в Онежское озеро.
По центру озера расположен один относительно крупный (по масштабам водоёма) остров без названия, площадью 0,1 км².
Средняя амплитуда колебаний уровня составляет 1,21 м.
Рыба: щука, плотва, лещ, окунь, налим, ёрш.
Населённые пункты и автодороги вблизи водоёма отсутствуют.
Код объекта в государственном водном реестре — 01040100411102000019601.